# 1973年世界乒乓球锦标赛

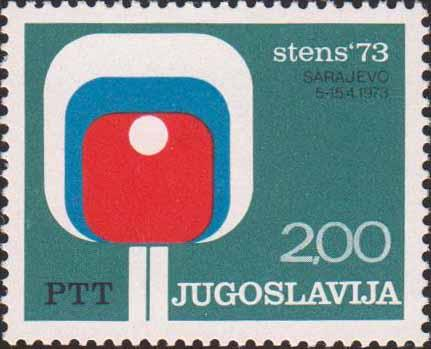
1973年世界乒乓球锦标赛纪念邮票

1973年世界乒乓球锦标赛是第三十二届世界乒乓球锦标赛，于1973年4月5日至15日在南斯拉夫塞拉耶佛举行。这是南斯拉夫第二次主办世界乒乓球锦标赛。

## 赛果

### 团体
| 项目                | 金牌                                                                                 | 银牌                                              | 铜牌                                                            |
| 男子团体 斯韦思林杯 | 瑞典 · 斯特兰·本特松 · 安德斯·约翰松 · 谢尔·约翰松 · 布·佩尔松 · 英厄马尔·维克斯特伦 | 中國 · 刁文元 · 李景光 · 梁戈亮 · 郗恩庭 · 许绍发 | 日本 · 长谷川信彦 · 今野裕二郎 · 河野满 · 高島規郎 · 田阪登纪夫 |
| 女子团体 考比伦杯   | · 郑贤淑 · 金顺玉 · 李艾莉萨 · 朴美罗                                                | 中國 · 胡玉兰 · 张立 · 郑怀颖 · 郑敏之            | 日本 · 枝野富枝 · 滨田美穗 · 大关行江 · 橫田幸子                |

### 单项
| 项目     | 金牌                       | 银牌                              | 铜牌                                  |
| 男子单打 | 郗恩庭                     | 谢尔·约翰松                       | 安通·斯蒂潘契奇                       |
| 男子单打 | 郗恩庭                     | 谢尔·约翰松                       | 德拉古廷·舒尔贝克                     |
| 女子单打 | 胡玉兰                     | Alice Grófová                     | 张立                                  |
| 女子单打 | 胡玉兰                     | Alice Grófová                     | 朴美罗                                |
| 男子双打 | 斯特兰·本特松 谢尔·约翰松  | 约尼尔·伊什特万 克兰帕尔·蒂博尔   | Jean-Denis Constant 雅克·塞克雷坦     |
| 男子双打 | 斯特兰·本特松 谢尔·约翰松  | 约尼尔·伊什特万 克兰帕尔·蒂博尔   | 安通·斯蒂潘契奇 德拉古廷·舒尔贝克     |
| 女子双打 | 玛丽亚·亚历山德鲁 滨田美穗 | 仇宝琴 林美群                     | 阿部多津子 枝野富枝                   |
| 女子双打 | 玛丽亚·亚历山德鲁 滨田美穗 | 仇宝琴 林美群                     | Jill Hammersley 基什哈齐·贝娅特丽克丝 |
| 混合双打 | 梁戈亮 李莉                | Anatoli Strokatov Asta Gedraitite | 余长春 郑怀颖                         |
| 混合双打 | 梁戈亮 李莉                | Anatoli Strokatov Asta Gedraitite | Josef Dvořáček Alice Grófová          |